# Deadline (Comicmagazin)
Deadline war eine britische Zeitschrift, die zwischen 1988 und 1996 von den beiden Comiczeichnern Brett Ewins und Steve Dillon herausgegeben wurde.
Das Magazin beinhaltete eine Mischung aus Comics und Artikeln und richtete sich an eine erwachsene Leserschaft. Ein wesentlicher Anteil der Artikel befassten sich mit Indie-Musik und zusammen mit den Comicstrips erhielt Deadline ein Subkultur-Image. Bekannt ist es vor allem dafür, dass in ihm das Tank Girl seine ersten Auftritte hatte. Die übrigen Inhalte waren zum Teil neu, zum Teil Reprints von Comics aus den Vereinigten Staaten (zum Beispiel Milk and Cheese von Evan Dorkin oder Planet Swerve von Glyn Dillon). Der Inhalt von Deadline wurde teilweise auch in den USA veröffentlicht, durch den Herausgeber Dark Horse Comics.
Besitzer und Geldgeber war Tom Astor (Enkel von Nancy Astor), Editor war Frank Wynne.